# Saint-Laurent-sous-Coiron

Saint-Laurent-sous-Coiron este o comună în departamentul Ardèche din sud-estul Franței. În 1 ianuarie 2022 avea o populație de 120 de locuitori.